# Anthrenus fuscus
Anthrenus fuscus is een keversoort uit de familie spektorren (Dermestidae). De wetenschappelijke naam van de soort werd in 1789 gepubliceerd door Guillaume-Antoine Olivier.